# Conte de ma mère l'Oye
Pour plus de détails, voir Fiche technique et Distribution.
Conte de ma mère l'Oye (Mother Goose Goes Hollywood) est un court métrage d'animation de la série Silly Symphonies réalisé par les studios Disney, sorti au cinéma le 23 décembre 1938.

## Synopsis
Une succession de vedettes d'Hollywood défile sur des variations de Mother Goose Rhymes (d) (d'anciennes chansons enfantines populaires de la culture anglo-saxonne, dont les thèmes s'apparentent à ceux des Contes de ma mère l'Oye de Charles Perrault) : Katharine Hepburn et Spencer Tracy, les Marx Brothers, Laurel et Hardy, Greta Garbo, Clark Gable, Fred Astaire, Edward G. Robinson, W. C. Fields, Wallace Beery, Fats Waller, Cab Calloway… Parmi elles, Donald Duck fait une apparition.

## Fiche technique
- Titre original : Mother Goose Goes Hollywood
- Titre français : Conte de ma mère l'Oye
- Autres Titres[1] :
  -  Suède : Mamma gås i Hollywood, Vem är vem i Hollywood
- Série : Silly Symphonies
- Réalisateur : Wilfred Jackson
- Scénario :  George Stallings
- Voix : Voir Distribution
- Animateur[2] : Izzy Klein, Bob Stokes, Ward Kimball, Grim Natwick, Jack Campbell, Don Patterson, T. Hee[3]
  - Conception des personnages : Ferdinand Horvath
- Producteur : Walt Disney
- Distributeur : United Artists
- Date de sortie : 23 décembre 1938[4]
- Autres dates[2] :
  - Annoncée : 23 décembre 1938
  - Dépôt de copyright : 7 décembre 1938
  - Première à New York : 15 au 21 décembre 1938 au Radio City Music Hall en première partie de The Duke of West Point d'Alfred E. Green
  - Première à Los Angeles: 30 décembre 1938 au 5 janvier 1939 au Pantages Theatre et RKO Hill Street en première partie de There's That Woman Again d'Alexander Hall
- Format d'image : Couleur (Technicolor)
- Musique[2] : Edward H. Plumb
  - Extrait de Three Blind Mice (trad)
  - Extrait de London Bridge Is Falling Down (1879)
  - Extrait de Coo Coo de T. Marvin Hatley, thème de Laurel et Hardy
  - Extrait de This Is The Way We Wash Our Clothes (trad)
- Son : Mono
- Durée[2] : 7 min 53 s
- Langue : (en)
- Pays de production :  États-Unis

## Distribution
D'après :
- Sara Berner : Greta Garbo, Katharine Hepburn
- Al Bernie : Charles Laughton, W. C. Fields, Laurel et Hardy
- Thelma Boardman :  Freddie Bartholomew
- Ann Lee : Martha Raye
- Clarence Nash (VF : Sylvain Caruso) : Donald Duck
- Dave Barry : Eddie Cantor, Charlie McCarthy, Joe Penner, Edward G. Robinson

## Distinction
- Nomination pour l'oscar du meilleur court-métrage d'animation 1938

## Commentaires
Ce film reprend le principe des acteurs caricaturés dans le monde du dessin animé déjà utilisé dans la Parade des nommés aux Oscars 1932 et L'Équipe de Polo (1936). L'année suivante, le film Chasseur d'autographes (1939) met en scène Donald Duck avec le même principe.
Ce film, prévu à un moment pour être sur deux bobines au lieu de l'unique habituelle, est le plus coûteux de la série de Silly Symphony.